# Padadders
Padadders (Causus) zijn een geslacht van slangen uit de familie adders (Viperidae) en de onderfamilie echte adders (Viperinae).

## Naam en indeling
De wetenschappelijke naam van de groep werd voor het eerst voorgesteld door Johann Georg Wagler in 1830. Vroeger werd het geslacht een eigen onderfamilie toegekend (Causinae), maar dit wordt beschouwd als verouderd. De slangen werden eerder aan andere geslachten toegekend, zoals Heterodon, Aspidelaps en het niet langer erkende geslacht Distichurus.
Er zijn zeven soorten, inclusief de pas in 2014 beschreven soort Causus rasmusseni.

## Uiterlijke kenmerken
De slangen hebben een relatief slank lichaam en hebben grote schubben aan de bovenzijde van de kop, in tegenstelling tot andere groepen van adders. Padadders hebben geen spleet-achtige pupil zoals alle andere adders, maar een ronde pupil.

## Levenswijze
De naam padadders is te danken aan het voedingspatroon, want de slang eet namelijk voornamelijk padden. Bij andere slangen komt het wel vaker voor dat amfibieën worden gegeten, zoals de bekende ringslang. De adders echter leven vrijwel allemaal van zoogdieren, waarop de padadders een uitzondering vormen. De slangen zijn ongevoelig voor het gif dat de padden bij zich dragen in de huid. Padadders zijn ondanks hun Engelstalige naam 'night adders' niet 's nachts actief, maar overdag en tijdens de schemering. Ze schuilen onder stenen of in termietenheuvels.
De vrouwtjes zetten eieren af en zijn niet eierlevendbarend zoals de meeste adders, waarbij de jongen levend ter wereld komen.

## Verspreiding en habitat
Alle soorten komen voor in grote delen van Afrika en leven in de landen Mauritanië, Senegal, Gambia, Mali, Burkina Faso, Niger, Tsjaad, Centraal-Afrikaanse Republiek, Ethiopië, Oeganda, Soedan, Ivoorkust, Kameroen, Congo-Kinshasa, Congo-Brazzaville, Ghana, Togo, Benin, Guinee, Nigeria, Gabon, Angola, Sierra Leone, Kenia, Liberia, Zambia, Mozambique, Malawi, Rwanda, Burundi, Zuid-Afrika, Somalië, Botswana, Zimbabwe, Tanzania, Equatoriaal-Guinea en Namibië. Het leefgebied bestaat uit vochtige gebieden, zoals moerassen en vochtige graslanden, wat samenhangt met hun voedingspatroon van amfibieën die droge gebieden vermijden.

## Soorten
Het geslacht omvat de volgende soorten, met de auteur en het verspreidingsgebied.
| Naam                  | Auteur             | Verspreidingsgebied |
| --------------------- | ------------------ | --- |
| Causus bilineatus     | Boulenger, 1905    | Angola, Zambia, Congo-Kinshasa, Rwanda, Tanzania |
| Causus defilippii     | Jan, 1862          | Tanzania, Malawi, Zambia, Zimbabwe, Mozambique, Zuid-Afrika, Swaziland, Botswana, Congo-Kinshasa |
| Causus lichtensteinii | Jan, 1859          | Kenia, Oeganda, Zambia, Congo-Kinshasa, Congo-Brazzaville, Centraal-Afrikaanse Republiek, Kameroen, Nigeria, Ghana, Ivoorkust, Liberia, Gabon, Guinee, Angola, Soedan                                                                                                  |
| Causus maculatus      | Hallowell, 1842    | Mauritanië, Senegal, Gambia, Mali, Burkina Faso, Niger, Tsjaad, Centraal-Afrikaanse Republiek, Ethiopië, Oeganda, Soedan, Ivoorkust, Kameroen, Congo-Kinshasa, Congo-Brazzaville, Ghana, Togo, Benin, Guinee, Nigeria, Gabon, Angola, Sierra Leone                     |
| Causus rasmusseni     | Broadley, 2014     | Zambia, mogelijk in Angola |
| Causus resimus        | Peters, 1862       | Soedan, Ethiopië, Somalië, Kenia, Oeganda, Tanzania, Mozambique, Malawi, Zambia, Rwanda, Burundi, Congo-Kinshasa, Tsjaad, Kameroen, Centraal-Afrikaanse Republiek, Nigeria, Angola                                                                                     |
| Causus rhombeatus     | Lichtenstein, 1823 | Angola, Zuid-Afrika, Swaziland, Congo-Kinshasa, Soedan, Ethiopië, Somalië, Botswana, Zambia, Zimbabwe, Mozambique, Tanzania, Rwanda, Burundi, Oeganda, Malawi, Kenia, Congo-Brazzaville, Kameroen, Centraal-Afrikaanse Republiek, Equatoriaal-Guinea, Nigeria, Namibië |